# 乌尔波·科尔霍宁
乌尔波·科尔霍宁（芬蘭語：Urpo Korhonen，1923年2月8日—2009年8月10日），芬兰男子越野滑雪运动员。他曾代表芬兰参加1952年冬季奥林匹克运动会越野滑雪比赛，获得男子4×10公里接力金牌。